# Antennablennius variopunctatus
Antennablennius variopunctatus es una especie de pez de la familia Blenniidae en el orden de los Perciformes.

## Morfología
• Los machos pueden llegar alcanzar los 7,5 cm de longitud total.

## Reproducción
Es ovíparo.

## Hábitat
Es un pez de mar y de clima tropical que vive entre 0-7 m de profundidad.

## Distribución geográfica
Se encuentra desde Mozambique hasta el Pakistán, incluyendo el Golfo de Omán y el Golfo Pérsico.